# 52 sur la Une
52 sur la Une est un magazine de télévision français de grand reportage de 52 minutes créé et présenté par Jean Bertolino et diffusé en deuxième partie de soirée du 7 avril 1988 au 27 juin 2001 sur TF1.

## Le générique de l'émission
La musique du générique, composée par le Roumain Vasile Sirli, est restée dans les mémoires, par sa mélodie facilement reconnaissable, mais également très riche et porteuse de sens, témoignant d'un métissage culturel dont il est souvent question dans cette émission. À la fin du générique, on peut lire une citation attribuée à Voltaire : « Plus les hommes seront éclairés, plus ils seront libres. »